# Дребак
Дребак (норв. Drøbak) — місто в Норвегії, центр комуни Фроґн. Розміщене на березі Осло-фіорда в найвужчому його місці.
Статус міста має з 13 лютого 2006 року. У місті знаходиться поштовий відділ Санта-Клауса.

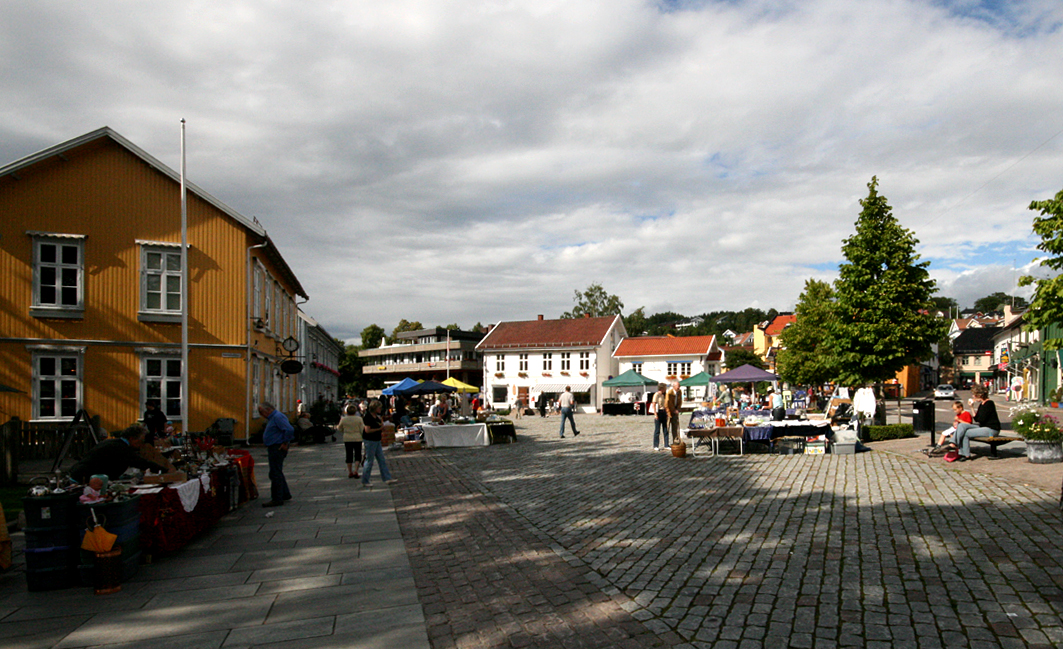
Сквер у Дребаку

## Назва
Назва походить з давньоскандинавської — «Drjúgbakki». Перший елемент — drjúgr " — важко; довгий"; останній елемент — ''bakki' 'm' означає "підійматися на пагорб". Це пов'язано з дуже крутими дорогами, що опускаються в центр міста.

## Історія
Дребак заснований самостійно, через королівський указ 8 вересня 1823 р. Дребак став муніципалітетом 1 січня 1838 року. Головним містом комуни став Фроґн. Він став комуною 1 січня 1962 року.

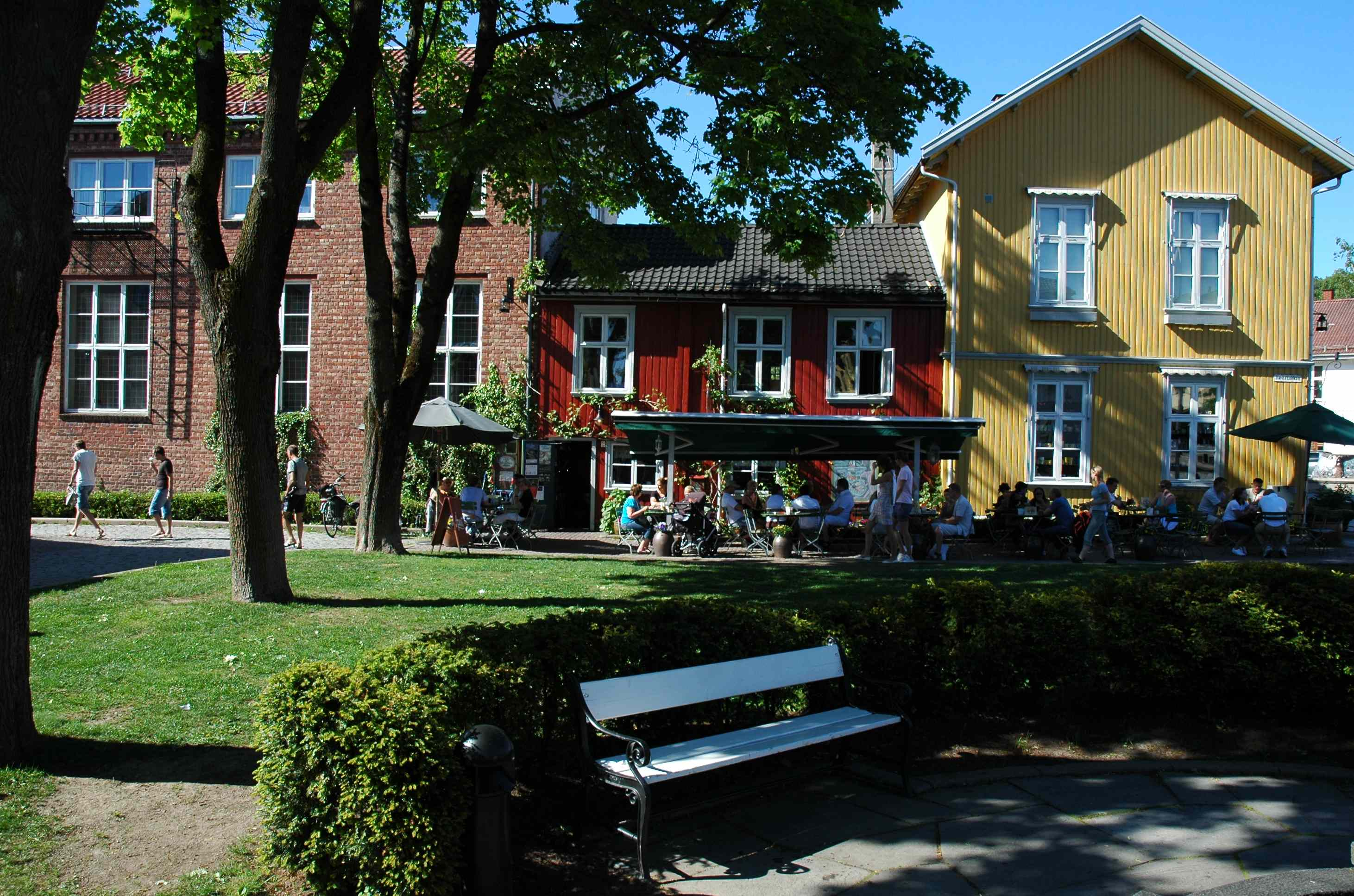
Стара пекарня в Дребаку

Традиційно Дребак був зимовою гаванню столиці Норвегії, Осло, оскільки в суворих зимах фіорд замерзає у межах від Дребака до Осло.
Дребак мав статус міста в період між 1842 і 1962 роками, після чого муніципалітет був об'єднаний у сільську громаду Фронь і втратив статус міста. 13 лютого 2006 року міська рада повернула статус міста. Було також вирішено, що в межі міста будуть включені прилеглі села, такі як Heer.
Помітна подія в історії Дребака відбулася під час Другої світової війни. У ході операції по швидкому захопленню Осло, рано вранці 9 квітня 1940 року німецьким крейсером Блюхер перевозили німецьких солдатів. Битва, яка відбулась біля берегів міста, затримала наступ. Таким чином, це дозволило евакуацію норвезької королівської сім'ї, Стортингу (парламенту) та кабінету міністрів, і зберегти золоті запаси нації від захоплення окупантами.
Раніше у Дребаку було безліч поромів, які перетинали фіорд. У новітній час, коли з'явилися підводні тунелі, в них відпала потреба. Проте деякі зі старих поромів все ще використовуються як «плаваючі ресторани», які стоять тут протягом літа.

## Туризм
Влітку, круїзні кораблі відвідують Осло практично кожен день. Деякі з них чотири або п'ять круїзних кораблів відвідують кожен день і Дребак. Крім цього, у Дребаку популярним місцем для туризму є узбережжя. Розміщені тут і численні ресторани, художні галереї та літо тут легке та приємне, що є важливими факторами для відвідування туристами.
Дребак також відомий тим, що у місті є різдвяний магазин під назвою Julehuset (Різдвяний дім) у якій відправляються листи до Санти частіше потрапляють в Дребак з Європи, подібно до того, як вони потрапляють до Санта Клауса у штат Індіана в США.
Протягом літніх місяців на туристичних автобусах від Осло до Дребака курсують одноденні екскурсії. Відвідувачі можуть відвідати традиційне норвезьке фіордове місто. Це також популярний околиці Осло для громадян, оскільки громадський транспорт добре пов'язаний між Дребаком та Осло, як автобусом, так і човном.
На узбережжі під підходом до Дребака розміщена скульптура, зроблена Рейдаром Фінсрудом), відлита в бронзі скульптура трьох русалок, що сидять на скелі. Скульптура була представлена в 1999 році.
Функціоную тут і акваріум з місцевими видами риб і молюсків відкритий для публіки й показує він живі морське життя на фіорді, де рибок, омарів та крабів часто видно для відвідувачів акваріума.